# Zaleptus werneri
Zaleptus werneri is een hooiwagen uit de familie Sclerosomatidae.